# SN 2009kc
SN 2009kc – supernowa odkryta 10 czerwca 2009 roku w galaktyce A122320+4618. W momencie odkrycia miała maksymalną jasność 21,90m.